# Tharaka (peuple)
Pour les articles homonymes, voir Tharaka.
 (septembre 2012).
Les Tharaka forment une communauté appartenant au groupe ethnique ameru et vivant sur le versant Est du mont Kenya, au Kenya. Ils appartiennent au groupe linguistique Bantou. Tharaka est un nom dérivé de Tharika qui signifie « affamer ».
Ce sont des fermiers. Ils ont un rite de passage traditionnel appelé Kirimo. C'est un animal qui peut avaler les êtres humains et les recracher quelque temps après.[réf. nécessaire]
Les Tharaka sont connus pour se servir de flèches et de techniques de combat efficaces. Ils sont originaires de Mbwa, sur la côte kényane.

## Ethnonymie
Selon les sources et le contexte, on observe différentes formes : Atharaka, Kitharaka, Saraka, Sharoka.

## Langues
Leur langue est le tharaka (ou kitharaka), une langue bantoue dont le nombre de locuteurs au Kenya était estimé à 139 000 en 2006. L'anglais, le swahili, le kikuyu et le kimîîru (ou meru) sont également utilisés.